# لويس باولينو مورا مورا
لويس باولينو مورا مورا (بالإسبانية: Luis Paulino Mora Mora)‏ هو محامي وقاضي وسياسي كوستاريكي، ولد في 8 أبريل 1944 في سان خوسيه في كوستاريكا، وتوفي بنفس المكان في 17 فبراير 2013.